# 공공기록물관리에 관한 법률
공공기록물 관리에 관한 법률(公共記錄物管理─關─法律)은 공공기관의 투명하고 책임 있는 행정 구현과 공공기록물의 안전한 보존 및 효율적 활용을 위하여 공공기록물 관리에 필요한 사항을 정할 목적으로 제정한 법률이다
약칭 "공공기록물법"이라고도 한다.